# Nicolas Birtz
Nicolas Birtz (* 17. März 1922 in Esch-sur-Alzette, Luxemburg; † 20. März in Dudelange, Luxemburg 2006) war ein luxemburgischer Fußballspieler, Politiker und Widerstandskämpfer.

## Karriere als Fußballspieler
Heimatverein von Birtz war Stade Düdelingen. Mit diesem zog er in die Endrunde um die deutsche Meisterschaft 1941/42 ein. Dort kam er in der Qualifikationsrunde zu einem Einsatz, schied jedoch gegen den späteren Meister FC Schalke 04 aus.
Am 18. Juli 1948 wurde er beim Freundschaftsspiel der luxemburgischen Fußballnationalmannschaft gegen die französische Amateurnationalmannschaft (1:4) in der zweiten Halbzeit eingewechselt. Es blieb sein einziger Einsatz in der Nationalmannschaft.
Birtz war 1991 maßgeblich an der Fusion der Düdelinger Vereine Alliance Düdelingen, Stade Düdelingen und US Düdelingen zu F91 Düdelingen beteiligt, zu dessen Ehrenpräsident er ernannt wurde.

## Widerstand während der deutschen Besatzung Luxemburgs
Während der Zeit der deutschen Besatzung Luxemburgs war Birtz Mitglied der Widerstandsgruppe Alweraje. Von August 1942 bis zum 8. Mai 1945 war er im SS-Sonderlager Hinzert sowie im Konzentrationslager Natzweiler-Struthof inhaftiert.

## Politische Laufbahn
1951 trat Birtz in die Luxemburger Sozialistische Arbeiterpartei ein. Vom 21. Mai 1973 bis zum  24. Dezember 1984 war er Bürgermeister von Düdelingen. Am 14. Februar 1985 wurde Nicolas Birtz zum dortigen Ehrenbürgermeister ernannt.